# Marcilly-Ogny
Marcilly-Ogny ist eine französische Gemeinde mit 192 Einwohnern (Stand 1. Januar 2022) im Département Côte-d’Or in der Region Bourgogne-Franche-Comté. Sie gehört zum Kanton Arnay-le-Duc und zum Arrondissement Beaune. 
Sie grenzt im Norden an Mont-Saint-Jean, im Nordosten an Chailly-sur-Armançon, im Südosten an Beurey-Bauguay, im Südwesten an Sussey und im Westen an Thoisy-la-Berchère. 

## Siehe auch

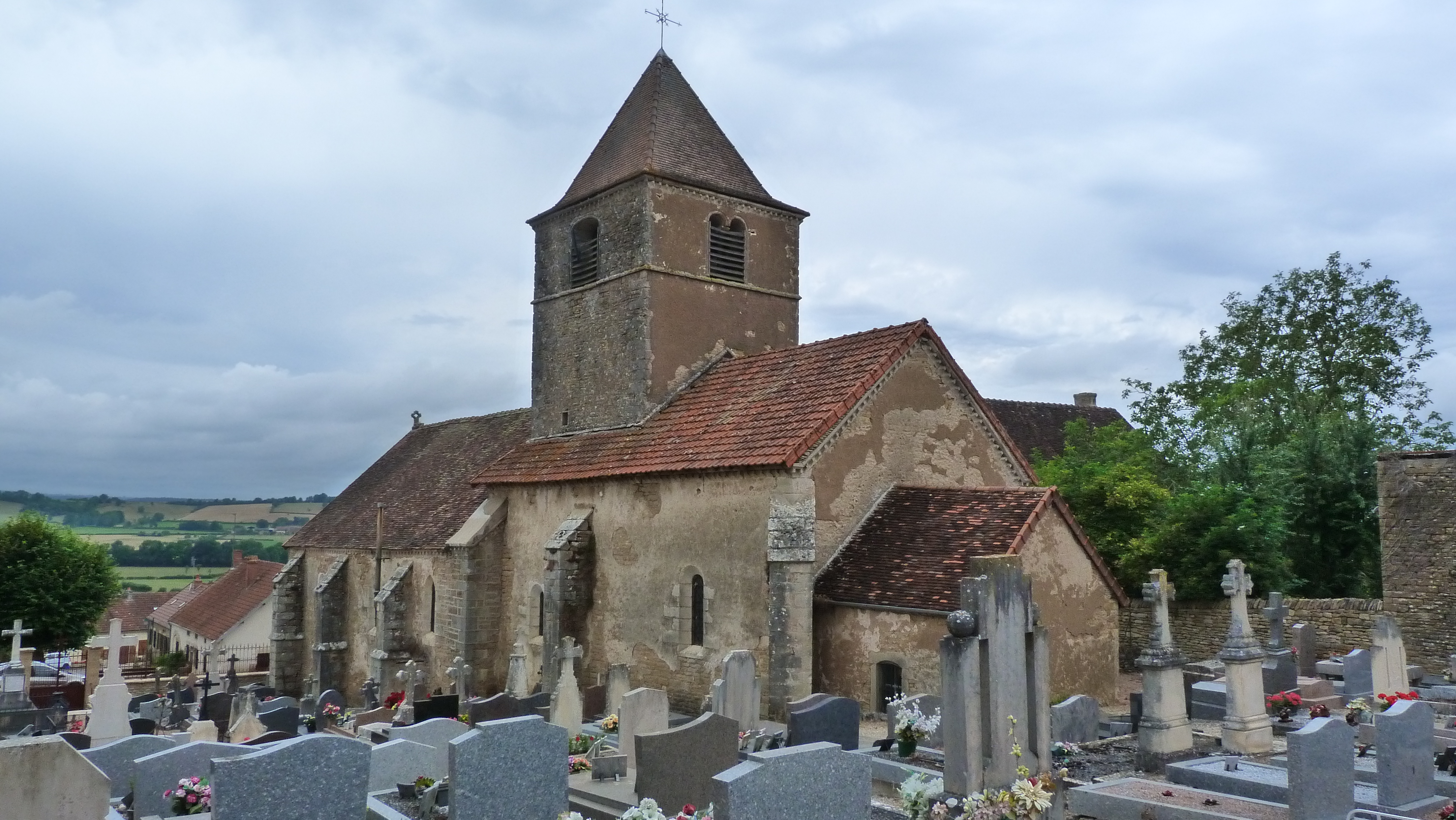
Kirche Saint-Germain-et-Saint-Guillaume in Marcilly-lès-Mont-Serein

## Bevölkerungsentwicklung
| Jahr                       | 1962 | 1968 | 1975 | 1982 | 1990 | 1999 | 2008 | 2015 |
| -------------------------- | ---- | ---- | ---- | ---- | ---- | ---- | ---- | ---- |
| Einwohner                  | 251  | 268  | 191  | 171  | 173  | 189  | 200  | 196  |
| Quellen: Cassini und INSEE |      |      |      |      |      |      |      |      |